# Vườn quốc gia Mallee Cliffs
Vườn quốc gia Mallee Cliffs  là một vườn quốc gia ở bang New South Wales, Úc, cách thành phố Sydney 789 km về phía tây.
Vườn quốc gia này có diện tích 580 km² và được thành lập ngày 22.4.1977.